# William Fenwick Williams
Pour les articles homonymes, voir William Williams (homonymie) et Williams.
William Fenwick Williams (4 décembre 1800 - 26 juillet 1883), 1er baronnet de Kars, est un militaire britannique qui commande notamment la défense de la ville de Kars durant la guerre de Crimée. Originaire de Nouvelle-Écosse, il est nommé lieutenant-gouverneur de la province de 1865 à 1867.

## Biographie
William Fenwick Williams est né en 1800 à Annapolis Royal en Nouvelle-Écosse. Selon la rumeur, son père aurait été Édouard-Auguste de Kent, ce qui aurait fait de lui le demi-frère de la reine Victoria. Williams ne fzit rien pour démentir cette version mais il est plus vraisemblablement le fils de Thomas Williams, le capitaine et commandant de la garnison de Halifax. Après avoir étudié à l'Académie royale militaire de Woolwich en Grande-Bretagne, il intègre l'Artillerie royale en 1825. Il est déployé dans divers postes à Gibraltar, à Ceylan et en Angleterre avant d'être nommé comme attaché militaire à Constantinople en 1841 pour superviser la réforme de l'armée ottomane. Peu après, il participe à la délimitation de la frontière entre l'Empire et la Perse et au terme de cette tache qui l'occupe durant neuf années, il est fait compagnon de l'ordre du Bain.
Au moment du déclenchement de la guerre de Crimée, il est colonel et est nommé conseiller auprès de l'armée ottomane. Il va néanmoins au-delà de sa simple mission de soutien et devirnt le véritable commandant en chef des troupes ottomanes dans le Caucase. Ces dernières sont démoralisées après leur défaire à Kurekdere face à des Russes en large infériorité numérique et souffrent du manque de provisions, d'armements et de munitions en grande partie lié à la corruption des commandants. Williams use de son influence pour tenter d'obtenir des renforts et du matériel et s’efforce de restaurer la discipline. Au printemps 1855, il arrive à la forteresse de Kars, pivot de la défense ottomane dans l'est de l'Anatolie et il entreprend immédiatement de renforcer les défenses. L'armée russe du général Nikolaï Mouraviev arrive le 5 juin mais ses assauts sont tous repoussés. La situation des assiégés est cependant de plus en plus difficile car les provisions et les munitions s'épuisent alors que l'hiver approche. La fin du siège de Sébastopol en septembre fait espérer l'arrivée d'une armée de secours mais le redéploiement des forces depuis la Crimée est difficile et leur progression est rapidement stoppée par les Russes ; sans espoir d'être secouru, Williams décide de se rendre le 28 novembre 1855 et il obtient des termes favorables. Détenu à Riazan, il est traité avec tous les égards et est même présenté au tsar Alexandre II.
Sa défense déterminée de la ville de Kars en fait une célébrité à son retour en Angleterre en 1856. Il est anobli 1er baronnet de Kars, devient grand-croix de l'ordre du Bain et de la Légion d'honneur ainsi que 1re classe de l'ordre du Médjidié et reçoit une pension annuelle de 1 000 livres. Il est par ailleurs promu major-général et est élu député de Calne. Alors que la situation politique aux États-Unis devient de plus en plus instable, Williams est choisi comme commandant en chef des forces britanniques en Amérique du Nord et il supervise les préparatifs dans l'éventualité d'une guerre. À la fin de la guerre de Sécession en 1865, Williams est nommé lieutenant-gouverneur de Nouvelle-Écosse et supervise l’intégration de la Nouvelle-Écosse dans la Confédération canadienne. Remplacé en 1867, il reste trois années en Amérique du Nord avant de retourner en Angleterre où il est nommé gouverneur de Gibraltar. Il occupe cette fonction jusqu’en 1876 avant de d'obtenir la fonction largement honorifique de connétable de la Tour de Londres en 1881. Célibataire toute sa vie, il meurt le 26 juillet 1883 et est inhumé dans le cimetière de Brompton de Londres.

## Distinctions
- Ordre du Bain
- Grand-croix de la Légion d'honneur